# Jesús Carranza (Veracruz)
Jesús Carranza es una localidad del estado mexicano de Veracruz. Es cabecera del municipio de Jesús Carranza. La localidad fue nombrada en honor al general Jesús Carranza Garza.

## Demografía
| Censo | Población |
| ----- | --------- |
| 1900  | 105       |
| 1910  | 433       |
| 1921  | 1591      |
| 1930  | 1856      |
| 1940  | 1407      |
| 1950  | 2086      |
| 1960  | 2336      |
| 1970  | 2441      |
| 1980  | 2032      |
| 1990  | 3943      |
| 1995  | 3869      |
| 2000  | 3538      |
| 2005  | 3761      |
| 2010  | 4023      |
| 2020  | 4405      |